# Ludovico Tersigni
Ludovico Tersigni, né le 8 août 1995 à Rome, est un acteur italien. Il est connu pour son rôle de Giovanni Garau dans la série Skam Italia (it) et Alessandro Alba dans la série Summertime (it).

## Biographie
Tersigni est né à Rome et a grandi à Nettuno et il est diplômé du Chris Cappell College d'Anzio.

## Filmographie
En 2018, il fait sa percée avec le rôle de Giovanni Garau dans la websérie Skam Italia (it). Il a ensuite été choisi pour jouer le rôle principal masculin de la production italienne Netflix Trois mètres au-dessus du ciel (en) (Summertime) de 2020 à 2022,.

### Cinéma
- 2014 : Arance & martello (it) de Diego Bianchi : Ludovico
- 2016 : Summertime (L'estate addosso) de Gabriele Muccino : Federico
- 2017 : Slam: Tutto per una ragazza (it) d'Andrea Molaioli : Samuele
- 2021 : La scuola cattolica de Stefano Mordini

### Télévision
- 2015 – 2018 : Tutto può succedere (it) de Lucio Pellegrini (it) : Stefano Privitera
- Depuis 2018 : Skam Italia (it) de Ludovico Bessegato (it) : Giovanni Garau
- 2020 – 2022 : Trois mètres au-dessus du ciel (en) de Francesco Lagi et Lorenzo Sportiello  : Alessandro Alba